# 卓明煥
卓 明煥 (タク・ミョンファン、朝鮮語: 탁명환、Tahk Myeong Hwan、1937年7月8日 - 1994年2月18日) は、大韓民国の宗教ジャーナリスト。新興宗教問題研究所（のち国際宗教問題研究所）所長。

## 経歴
全羅北道生まれ。1960年代半ばからキリスト教系新聞社に勤務。世界基督教統一神霊協会・救援派・龍華教・幕屋聖殿など、新宗教やキリスト教の異端について研究し、問題点を告発してきた。
1987年の五大洋集団自殺事件について、自殺ではなく他殺だと主張した。 
特定の宗教団体からしばしば脅迫を受け、新興宗教団体信者から数十回以上にわたって暴行を受けた。1994年、自宅前で何者かにナイフで刺され鉄パイプで殴られて死亡した。救援派の問題に取り組み始めたことから数回にわたりテロの危険に直面し、殺害される1年前には「私の身に危険が生じた場合、それは兪炳彦の仕業だ」という文書を残していた。

## 著作
- 「邪教의 王國이룬 日月山기도원의 黒幕（邪教の王国を築いた日月山祈禱院の黒幕）」『새忠南（新しい忠南）』創刊号、忠清南道行政開發研究所、1972年1月
- 『한국의 신흥종교（韓国の新興宗教）』국종출판사（ククチョン出版社）、1974年
- 『서울계룡산（ソウル鶏龍山）』국종출판사（ククチョン出版社）1974年
- 「부산 동래성의 『산성기도원』、충북 천등산의『호생기도원』」（釜山東莱城の「山城祈禱院」、忠北天登山の「ホセン祈禱院」）『기독교교육（基督教教育）』90、1974年6月、대한가독교교육협회（大韓基督教教育協會）
- 「韓國祈禱院運動의功過」『基督教思想』1974年9月号（196号）大韓基督教書會
- 「한국의 기도원들 그리고 기도제단들（韓国の祈禱院と祈禱祭壇）」『성별（聖別）』通巻50号（1975年12月）、성별사（聖別社）．
- 『사진으로 본 통일교비판（写真よりみた統一教批判）』國際宗教問題研究所、1978年
- 『문선명말씀비판（文鮮明御言葉批判）』國際宗教問題研究所、1978年
- 『基督教異端研究』國際宗教問題研究所、1986年
- 「한국기도원운동의 역사와 현황（韓国祈禱院運動の歴史と現況）」『현대종교（現代宗教）』183号（1989年7月）、현대종교사．
- 『改定版 韓國의新興宗教 基督教編第Ⅰ巻』韓國宗教問題研究所・國際宗教問題研究所、1992年[5]